# Ernst Gennat

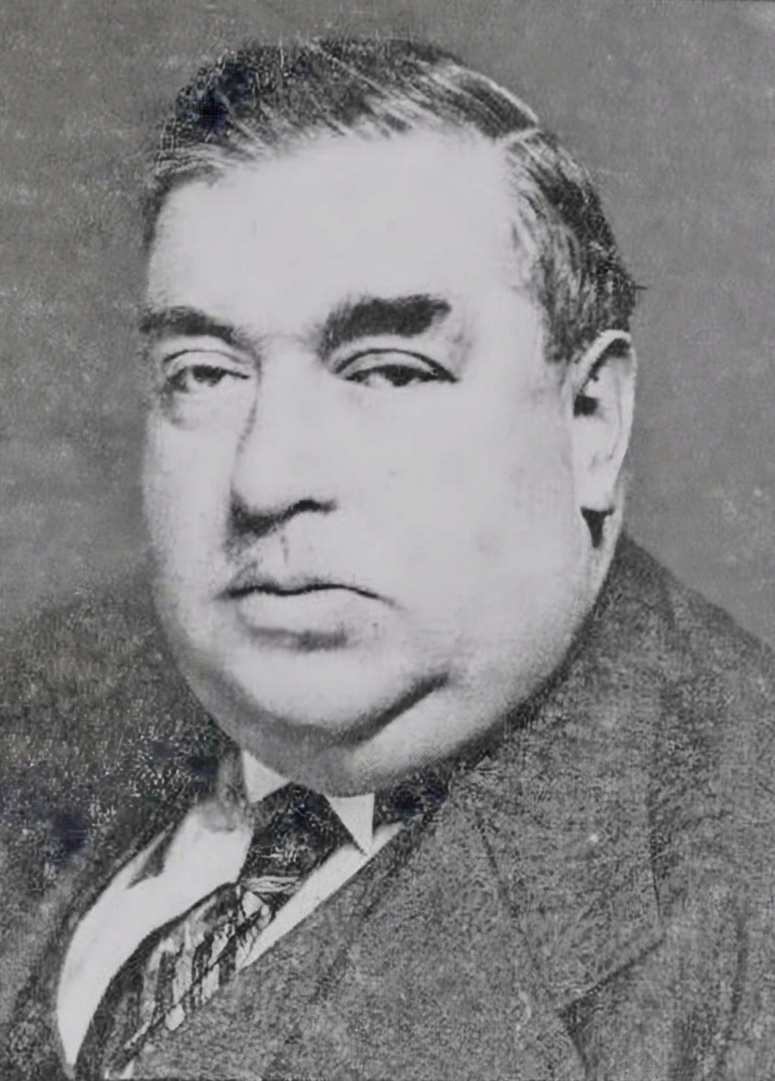
Ernst Gennat (1931)

Ernst August Ferdinand Gennat (* 1. Januar 1880 in Plötzensee; † 21. August 1939 in Berlin) war ein deutscher Beamter der Berliner Kriminalpolizei, zuletzt im Rang eines Regierungs- und Kriminalrats. Mehr als 30 Jahre lang arbeitete er unter drei politischen Systemen als einer der begabtesten und erfolgreichsten Kriminalisten Deutschlands. Bereits zu Lebzeiten Legende und Original gleichermaßen, entsprach er nicht dem klassischen Klischee des engstirnigen preußischen Beamten.
Hinter seinem Rücken wurde er von seinen Kollegen freundlich oder hämisch „Buddha der Kriminalisten“ oder „Der volle Ernst“ genannt. Bei der Gegenseite wurde er oft als „Der Dicke vom Alexanderplatz“ bezeichnet, weil sich seine Dienststelle dort befand. Diese Spitznamen spielten auf seine imposante Körperfülle an.

## Der junge Gennat
Sein Vater war August Gennat, Oberinspektor und damit Direktor des im Volksmund „Plötze“ genannten „Neuen Strafgefängnisses“ Plötzensee. So kam der junge Gennat schon früh mit der sozialen und wirtschaftlichen Misere der untersten Bevölkerungsschichten Berlins in Berührung. Laut Adressbucheintrag von 1880 bewohnte die Familie Gennat eine Personalwohnung im „Neuen Strafgefängniß“.
Nach der Volksschule besuchte Gennat das Königliche Luisen-Gymnasium in der Turmstraße 87 in Berlin und legte am 13. September 1898 die Abiturprüfung ab. Ungeklärt ist, was er die folgenden drei Jahre bis zu seiner Immatrikulation am 18. Oktober 1901 tat. Wahrscheinlich absolvierte er während dieser Zeit seinen Militärdienst in der Armee, denn in der Universitätsmatrikel unter Nummer 37 – Rubrik „Künftiger Beruf“ – vermerkte Gennat prägnant: „Militär“.
An der Berliner Friedrich-Wilhelms-Universität studierte er acht Semester Jura. Am 12. Juli 1905 ließ er sich aus der Matrikel streichen – vor dem Semesterende am 15. August. Von offizieller Seite wurde dazu vermerkt: „wg. Unfl.“ („wegen Unfleiß“). Diese Formel besagte nicht, dass Gennat „unfleißig“ war, sondern dass er die Universität ohne Abschlusszeugnis verließ. Grund dafür war sein Entschluss, bei der Kriminalpolizei in den Polizeidienst einzutreten.

## Gennat und der Berliner „Adelsclub“

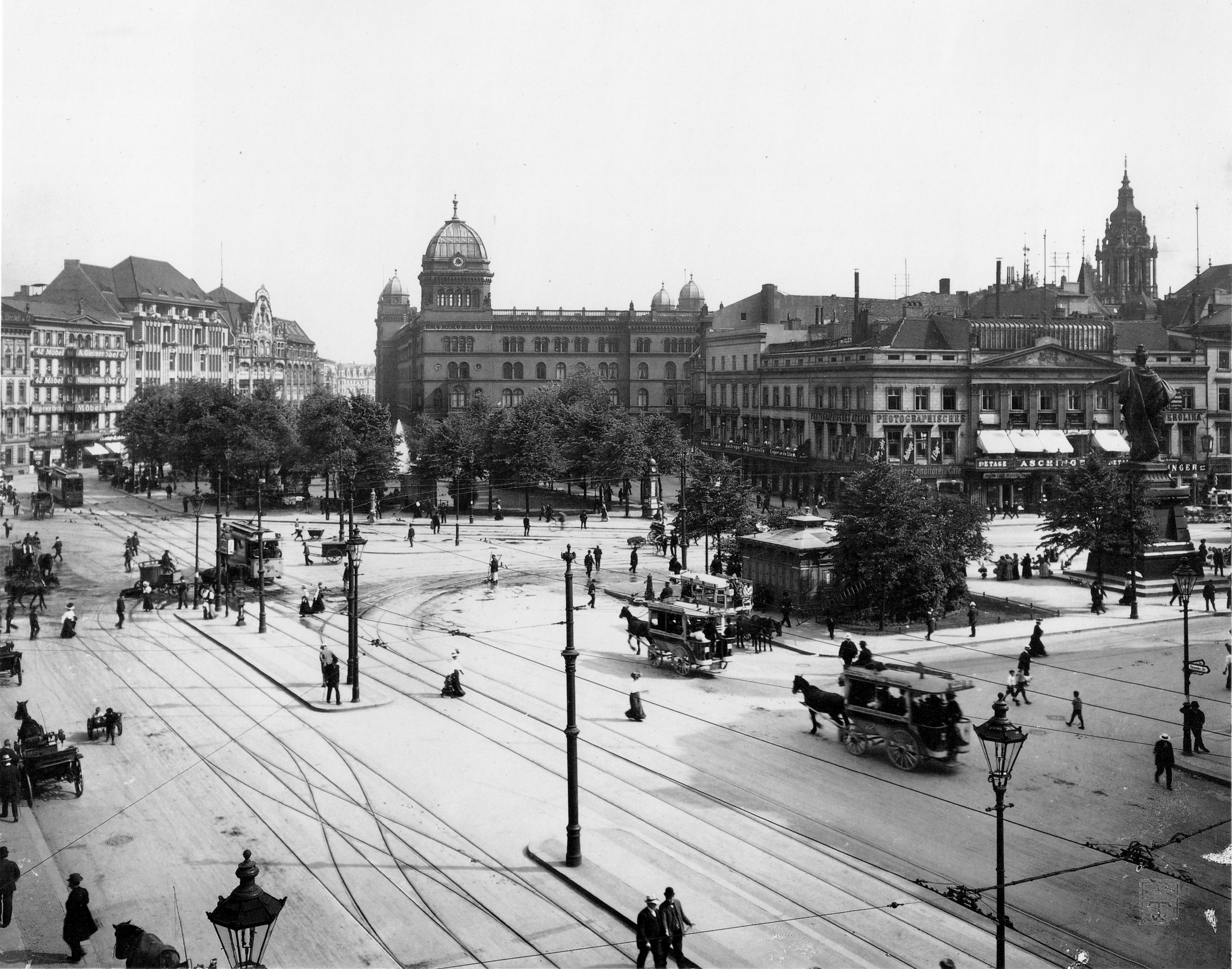
Der Alexanderplatz um 1908 (v. l. n. r.: Lehrervereinshaus, Polizeipräsidium, Aschinger)

Im Jahr 1904 war Gennat in den preußischen Polizeidienst eingetreten. Am 30. Mai 1905 legte der Kriminalanwärter die Prüfung zum Kriminalkommissar ab, wurde zwei Tage später zum Hilfskriminalkommissar ernannt und am 1. August zum Kriminalkommissar.
Die Führung und die wichtigsten Abteilungen der Berliner Polizei residierten damals im gewaltigen roten Backsteinbau des Polizeipräsidiums am Alexanderplatz in Berlin-Mitte (erbaut 1886–1889, im Zweiten Weltkrieg zum Teil zerstört und 1960 abgerissen). Vor dem Ersten Weltkrieg rekrutierten sich die meisten Beamten im gehobenen und höheren Kriminaldienst (vom Kriminalkommissar aufwärts) zum einen aus Offizieren, die aus finanziellen Gründen den Militärdienst quittiert hatten und zum anderen aus Abkömmlingen verarmter Adelsfamilien, die aufgrund ihrer misslichen wirtschaftlichen Lage ebenfalls eine Karriere im Staatsdienst anstrebten. Das Abitur war für Kommissaranwärter Bedingung. Die meisten Anwärter hatten (mit oder ohne Abschluss) studiert, überwiegend Jura oder Medizin. Nicht alle kamen aus Passion zur Kriminalpolizei. Nach dem Krieg und der Inflation stieg die Zahl der Akademiker, die gezwungen waren, ihr Studium abzubrechen und Geld zu verdienen, oder die mit abgeschlossenem Studium – selbst mit Doktorgrad – froh sein konnten, im Staatsdienst unterzukommen. So waren im Jahr 1932 unter den 132 Kriminalkommissaren nicht weniger als 22 Promovierte.

## Gennats „Mordinspektion“ am Polizeipräsidium Berlin
In der Zeit der Weimarer Republik (1919–1933) bildete die Kriminalpolizei den Kern der Abteilung IV des Berliner Polizeipräsidiums. Sie war in örtliche und in Fach-Inspektionen aufgegliedert.
Die 14 örtlichen Inspektionen spielten nur eine untergeordnete Rolle; manchmal wurden Beamte, die im Präsidium in Ungnade gefallen waren, dorthin „verbannt“. Erst gegen Ende der Weimarer Republik reiften Pläne, den örtlichen Inspektionen mehr Selbständigkeit zu gewähren.
Im Ganzen gab es neun Fach-Inspektionen:
Inspektionen der Abteilung IV (Kriminalpolizei):
- Inspektion A: Mord und Körperverletzung
- Inspektion B: Raubüberfälle
- Inspektion C: Diebstahl
- Inspektion D: Betrug, Schwindel und Falschmünzerei
- Inspektion E: Sittenpolizei
- Inspektion F: Verstöße gegen die Gewerbe- und Konkursordnung
- Inspektion G: Weibliche Kriminalpolizei, WKP (ab 1927 hauptsächlich mit weiblichen Beamten besetzt)
- Inspektion H: Fahndungspolizei
- Inspektion I: Erkennungsdienst, ED

Als Gennat 1904 zur Kriminalpolizei kam, gab es noch keine Mordkommission im eigentlichen Sinne. Erst am 25. August 1902 war ein so genannter „Mordbereitschaftsdienst“ innerhalb der Kriminalpolizei eingerichtet worden, damit zu jeder Tages- und Nachtzeit sofort Beamte an den Tatort geschickt werden konnten. Bis dahin hatte die Leitung der Kriminalpolizei immer erst im Bedarfsfall damit begonnen, geeignete Ermittler zu finden, so dass es mitunter Stunden dauerte, bis die Beamten am Tatort eintrafen.
Auch die Gründung des Landeskriminalpolizeiamtes (LKPA) für Preußen, welches am 1. Juni 1925 seine Arbeit aufnahm, änderte nichts an der Tatsache, dass es damals in Preußen bei der Aufklärung von Verbrechen ein deutliches Defizit gab.
Erst durch Gennats Bemühungen wurde aus dem Mordbereitschaftsdienst eine organisatorisch fest eingerichtete „Zentrale Mordinspektion“ in der Inspektion A, die am 1. Januar 1926 offiziell ihre Arbeit aufnahm und deren Leitung er übernahm. Erst aus diesem Anlass wurde er 1925, mit 45 Jahren, zum Kriminalpolizeirat befördert. Seine für einen preußischen Beamten ungewöhnlich demokratische Grundeinstellung und seine Bereitschaft, an Missständen unverblümt Kritik zu üben, hatten sich trotz seiner unbestreitbaren Erfolge hinderlich auf seine Karriere ausgewirkt. Stellvertretender Leiter von Gennats Inspektion A wurde Ludwig Werneburg, der während der zwanziger Jahre die Inspektion B leitete.

Die Funktionsweise der Mordkommissionen in der Inspektion A ab 1926

Die Zentrale Mordinspektion fand in der Folge weltweit Beachtung, Anerkennung und Nachahmung. Als Chef seiner neuen Inspektion koordinierte Gennat nicht nur die Mordkommissionen, sondern hatte die Kontrolle über alle Morduntersuchungen inne und suchte selbst die fähigsten Kriminalisten aus.
Die Mordinspektion bestand aus einer „aktiven“ und zwei „Reserve-Mordkommissionen“. Zur aktiven Mordkommission gehörten ein älterer und ein jüngerer Kommissar (die dann eine so genannte „Mordehe“ führten), vier bis zehn Kriminalbeamte, eine Stenotypistin sowie nach Bedarf (am Tatort) ein Hundeführer und der Erkennungsdienst. Sie bearbeitete alle Berliner Mord- und Totschlagssachen. Den beiden Reservekommissionen waren jeweils ein Kommissar und zwei bis drei Kriminalbeamte plus Stenotypistin zugeordnet. Die Mitarbeiter setzten sich aus Beamten verschiedener Inspektionen zusammen, die turnusmäßig alle vier Wochen wechselten, da jeder einmal diese wertvollen Berufserfahrungen sammeln sollte.
Im Jahre 1931 konnte die Zentrale Mordinspektion von 114 begangenen Tötungsdelikten 108, d. h. 94,7 % aufklären (zum Vergleich: Die Aufklärungsrate für Morde liegt heute zwischen 85 und 95 %). Das Raubdezernat erreichte 1931 im Vergleich dazu nur eine Quote von 52 Prozent. Gennat selbst gelang während seiner 33-jährigen Tätigkeit im Polizeidienst die Aufklärung von 298 Morden.
Neben den Fortschritten in der Organisation und Ermittlungstechnik waren es nicht zuletzt Gennats persönliche Eigenschaften, die ihn so erfolgreich machten. Gerühmt wurden vor allem seine Hartnäckigkeit und Ausdauer, sein phänomenales Gedächtnis und ein enormes psychologisches Einfühlungsvermögen, das ihn befähigte, „Profiling“ schon vierzig Jahre vor der Erfindung des Begriffs zu betreiben. Gewaltanwendung bei Vernehmungen und (polizeirechtlichen) Befragungen lehnte er ab. Seine Mitarbeiter mahnte er eindringlich: „Wer mir einen Beschuldigten anfaßt, fliegt! Unsere Waffen sind Gehirn und Nerven!“ Darüber hinaus hat Gennat (und nicht Robert Ressler) in seinem 1930 erschienenen Aufsatz „Die Düsseldorfer Sexualverbrechen“ (über Peter Kürten) den Begriff „Serienmörder“ geprägt. In vieler Hinsicht erscheint Gennat überraschend modern: Er betonte die Wichtigkeit der Prävention gegenüber der Aufklärung von Verbrechen und war sich der Wirkung von Kapitalverbrechen auf die Öffentlichkeit und der meinungsbildenden Rolle der Presse bewusst, die er für die Ermittlungsarbeit fruchtbar zu machen suchte.
Neben seinem trockenen Berliner Humor und den vielen Anekdoten und Bonmots, die von ihm erzählt wurden, trug Gennats auffallende Körperfülle (er wog geschätzte 135 kg) nicht wenig dazu bei, den „Dicken von der Mordkommission“ zum bekannten Original werden zu lassen. Er verdankte sie seinem enormen Appetit, vor allem seiner Leidenschaft für (Stachelbeer-)Kuchen. Nicht ohne Grund trug seine Sekretärin Gertrud Steiner den Spitznamen „Bockwurst-Trudchen“.
Ein Kuriosum stellte auch Gennats Amtszimmer im ersten Stock des Berliner Polizeipräsidiums dar, gegenüber der Trasse der Stadtbahn an der Dircksenstraße. „[Es war eine] unvergleichliche Mischung aus plüschig-gemütlichem Wohnzimmer und Gruselkabinett […]. Kein zweites Büro einer Mordkommission dürfte derart originell ausgestattet sein.“ (Regina Stürickow). Den Mittelpunkt in Gennats Büro bildeten ein durchgesessenes grünes Sofa und zwei ebenfalls durchgesessene grüne Plüschsessel. Einen Meter darüber hing eine Konsole, auf der ein präparierter Frauenkopf stand, der einmal in Papier gewickelt aus der Spree geborgen worden war und von den Kriminalbeamten als Zigarettenspender zweckentfremdet wurde. In der Ecke neben dem Sofa lehnte eine Axt, die einst Tatwerkzeug in einem Tötungsdelikt war. Fotografien männlicher und weiblicher Mörder und Opfer sowie ein vom Zigarrenrauch vergilbter Pharus-Plan von Groß-Berlin vervollständigten die Dekoration.

## Fortschritte in der Ermittlungstechnik

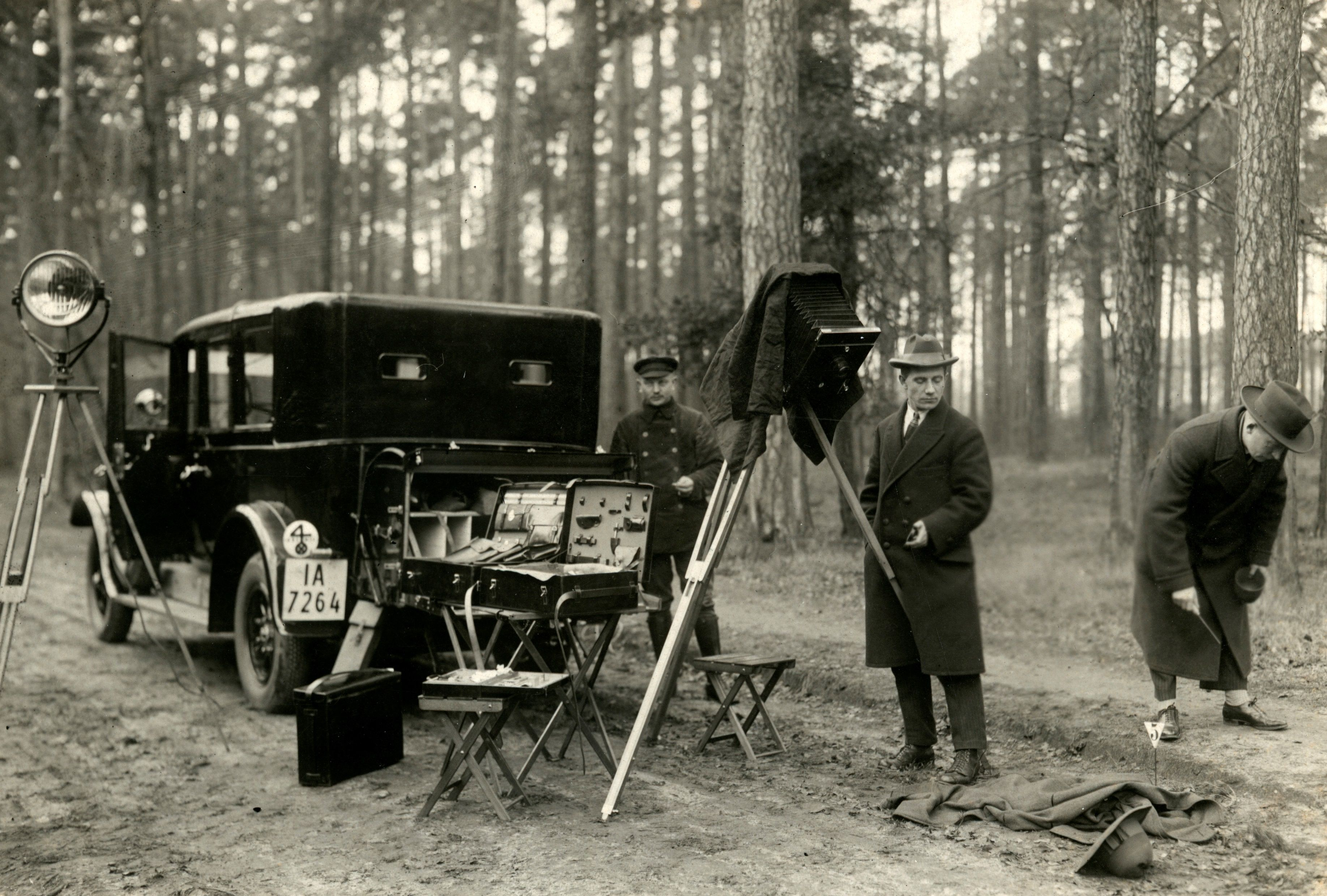
Mordauto 1927

Aufbauend auf der von Hans Gross begründeten wissenschaftlichen Kriminalistik erkannte Ernst Gennat als einer der ersten die Wichtigkeit einer genauen Spurensicherung am Tatort. Vor seiner Zeit war es keineswegs ungewöhnlich gewesen, dass die zuerst eintreffenden Schutzmänner am Tatort erst einmal „Ordnung schafften“ oder die Leiche pietätvoll hinbetteten. Gennat legte genaue Richtlinien für das Vorgehen am Tatort fest und setzte als unverbrüchliches Prinzip durch, dass vor dem Eintreffen der Ermittler nichts angefasst oder verändert werden durfte.
Um eine gründliche und schnelle Ermittlungsarbeit zu ermöglichen, ließ Gennat nach eigenen Plänen von der Daimler-Benz AG einen Mordbereitschaftswagen, umgangssprachlich „Mordauto“ genannt, anfertigen, einen mit Büro- und Kriminaltechnik ausgestatteten Personenkraftwagen (auf Basis der Benz-Limousine 16/50 PS). Das Publikum durfte anlässlich der „Großen Polizeiausstellung 1926“ (25. September–17. Oktober 1926) in Berlin das Mordauto besichtigen.
Bei Bedarf konnte das Mordauto in ein behelfsmäßiges Büro umfunktioniert werden. Eine Schreibmaschine (mit Stenotypistin) gehörte ebenso zum Inventar wie ein Klapptisch und Klappstühle, damit auch im Freien gearbeitet werden konnte, sowie zwei im Inneren des Wagens angebrachte versenkbare Tische. Der unmittelbaren Arbeit am Tatort dienten Materialien zur Spurensicherung, Markierungspfähle aus Stahl mit einem dreieckigen Feld und fortlaufenden Nummern. An alles war gedacht: Scheinwerfer, Taschenlampen, Fotomaterial, diverses Handwerkszeug wie Scheren, Diamantschneider, Äxte und große Spaten, Schrittmesser, Messschieber und Meterstäbe, Gummihandschuhe, Gummischürzen, Pinzetten, Sonden und Pipetten, um ausgelaufene Flüssigkeiten aufzunehmen, sowie geeignete Deckelgläser, Kartons oder Flaschen zur Aufbewahrung von Beweisstücken. Gennat saß immer rechts hinter dem Beifahrer. Dort ließ er eine Spezialverstrebung einbauen. Seine mehr als 100 kg Körpergewicht hätten den Wagen sonst in eine Schieflage gebracht.
Die 1927 neu eingerichtete Mordkommission der Münchner Kriminalpolizei wurde ebenfalls mit einem „Mordwagen“ und entsprechendem Gerät ausgestattet.
Zu Weltruhm gelangte auch die von Gennat geschaffene „Zentralkartei für Mordsachen“ oder „Todesermittlungskartei“, die jahrzehntelang vom Kriminalbeamten Otto Knauf betreut wurde. In ihr wurden systematisch alle bekannt gewordenen gewaltsamen Todesfälle, nicht nur aus Berlin, dokumentiert. Keine andere Polizeibehörde besaß bis 1945 eine derart umfangreiche Sammlung von Fallbeschreibungen wie die Zentrale Mordinspektion. In kürzester Zeit konnten so länger zurückliegende Fälle rekonstruiert werden, um mögliche Verbindungen in der Tatausführung erkennbar werden zu lassen. Als Quellenmaterial dienten neben Originalakten auch Presseberichte und Fahndungsplakate. Ernst Gennat ließ sich auch Ermittlungsakten anderer Polizeidienststellen mit der Bitte um „Einsichtnahme“ zukommen – und gelegentlich „vergaß“ er dann, sie zurückzugeben. Die systematisch aufgebaute Kartei umfasste nicht nur Kapitalverbrechen, sondern enthielt auch die Rubriken „Indirekter oder kalter Mord“ (Suizide aufgrund übler Nachrede oder falscher Anschuldigungen), „Existenzvernichtungen durch arglistige Täuschung“ (Suizide, die durch Betrüger, Hochstapler, obskure Hellseher oder Heiratsschwindler ausgelöst wurden) und „Existenzvernichtung durch Erpressung“. Gennat vertrat die Auffassung, dass auch die Verleitung zum Suizid unter Strafe gestellt werden müsste. Einige Stücke aus dem Gennatschen Archiv gingen in den Bestand der Polizeihistorischen Sammlung Berlin über.

## In der Zeit des Nationalsozialismus

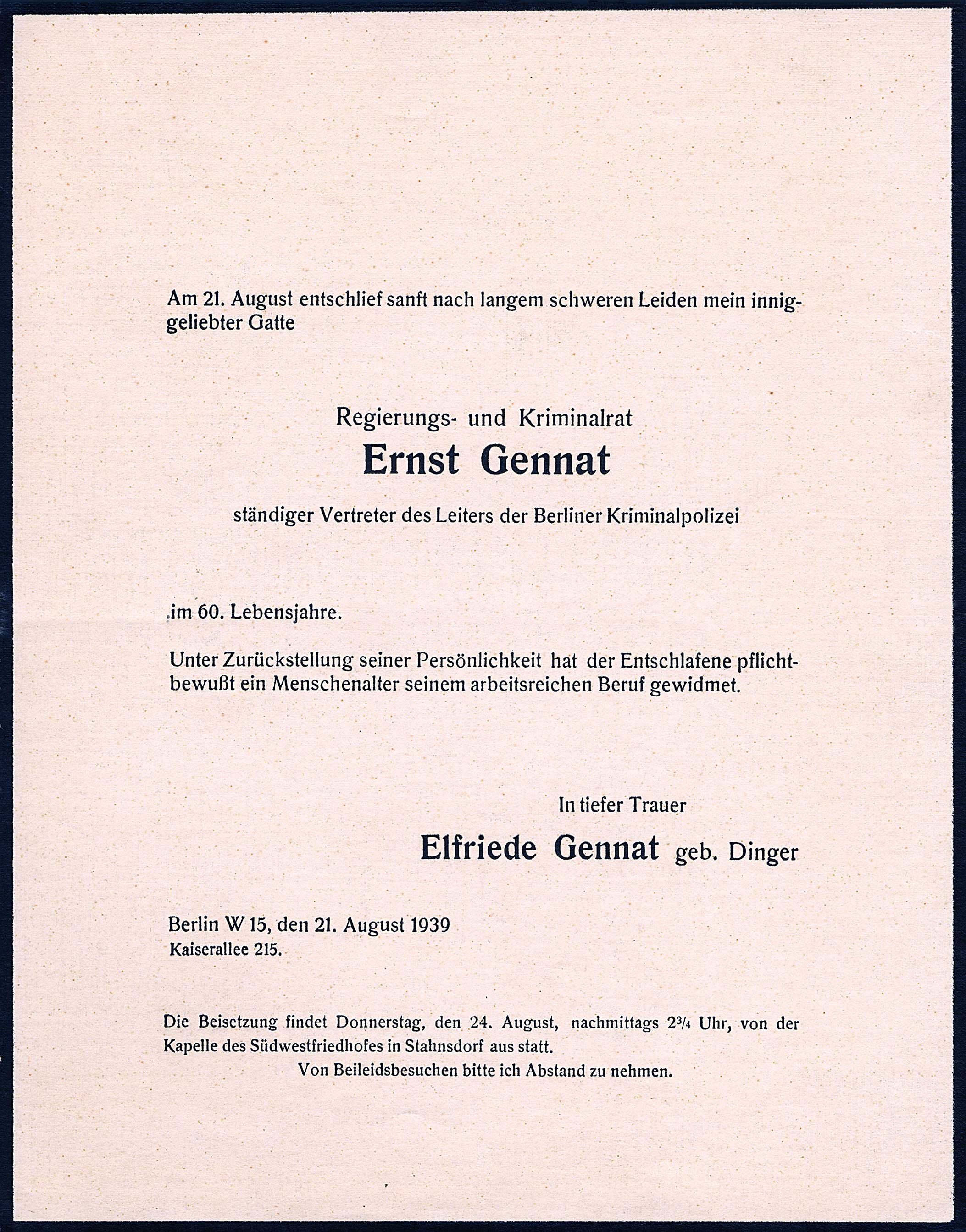
Die Todesanzeige Ernst Gennats vom 21. August 1939

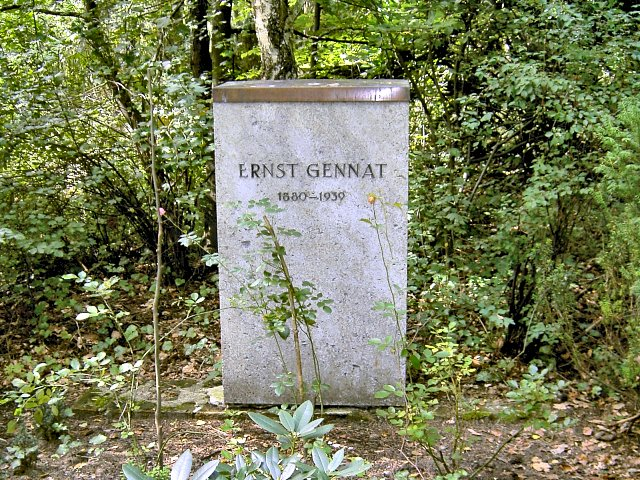
Ernst Gennats Grab auf dem Südwestkirchhof Stahnsdorf

Gennat verblieb auch nach der nationalsozialistischen Machtergreifung auf seinem Posten. Unverzüglich beauftragte der neue preußische Innenminister Hermann Göring die Mordkommission Gennats mit der Wiederaufnahme der Ermittlungen zu den von der Politischen Polizei im Jahr 1931 nicht aufgeklärten Tötungsdelikten an Berliner Polizisten durch Angehörige der Kommunistischen Partei Deutschlands (KPD). Gennat konnte im Fall Paul Zänkert, der sich am 29. Mai 1931 auf dem Senefelderplatz ereignet hatte, einen Verdächtigen, der schon im Dezember 1932 festgenommen worden war, als Tatbeteiligten überführen. Für die Morde auf dem Bülowplatz vom 9. August 1931 ermittelte er die Täter Erich Mielke und Erich Ziemer sowie deren Fluchtwege in die Sowjetunion. Nach dem Auftritt Gennats im Bülowstraßenprozess im Juni 1934, wo er zu seinen Ermittlungen aussagte, beförderte ihn Göring zum Kriminaldirektor.
Ab dem 6. November 1933 waren die Mordinspektion „M I“, die Sonder-Inspektion zur Bearbeitung von Sittlichkeitsverbrechen „M II“ und die Weibliche Kriminalpolizei (WKP) „M III“ zur „Kriminalgruppe M“ zusammengefasst worden. Die Leitung der Kriminalgruppe M hatte Gennat übernommen, der trotz seiner distanzierten Haltung gegenüber den Nationalsozialisten 1935 zum Regierungs- und Kriminalrat befördert wurde, womit ihm die „ständige Vertretung des Leiters der Berliner Kriminalpolizei“ übertragen wurde.
Die Mordinspektion erhielt infolge dieser organisatorischen Veränderung zusätzliche Aufgaben. In eigens dafür geschaffenen Kommissariaten wurden zukünftig neben Branddelikten auch tödliche Verkehrsunfälle bearbeitet. 1936 bestand die Mordinspektion somit aus insgesamt neun Kommissariaten. Ab 1936 wurde die Berliner Kriminalpolizei aus dem Groß-Berliner Polizeiapparat herausgelöst und dem Deutschen Reich unterstellt, wobei die Kriminalgruppe M ihren Dienst noch im Dienstgebäude am Alexanderplatz versah und sich an den eigentlichen Aufgabengebieten nichts änderte.
Gennat führte Ermittlungen nur noch von seinem Dienstzimmer aus (daher die Bezeichnung „Schreibtischkriminalist“), da ihm wegen seines Gewichts das Gehen schwerfiel. Er kümmerte sich um den polizeilichen Nachwuchs, plante Ermittlungen präzise, verhörte Beschuldigte und Zeugen, fand nach wie vor mit schlafwandlerischer Sicherheit Fehler bei Ermittlungen, hielt Vorträge und schrieb Aufsätze wie die bekannte Artikelserie „Die Bearbeitung von Mord- (Todesermittlungs-) Sachen“. Auffällig ist, dass er in allen seinen nach 1933 verfassten Artikeln niemals Begriffe oder Floskeln der neuen Machthaber verwendet, nur einmal benutzte er das Wort „Machtübernahme“. Unter seinem Einfluss gab es nur wenige Beamte, die mit den Nationalsozialisten sympathisierten. Als liberaler Demokrat war Gennat für seine Kollegen die Personifizierung des klassischen Kriminalisten: undogmatisch, unbestechlich und immer bereit, die persönlichen Rechte des Einzelnen zu schützen.
„Der geniale Kriminalist Gennat, […] dieser nie die Ruhe verlierende, gutmütige, menschenfreundliche, stets schlampig gekleidete Herr […], den fast alle als eingefleischten Junggesellen charakterisierten“ (Dietrich Nummert), heiratete am 28. Juli 1939 völlig überraschend die Kriminalkommissarin der WKP Elfriede Martha Dinger. Da dies kurz vor seinem Tode am 21. August 1939 geschah (er litt an Darmkrebs, starb aber vermutlich an einem Schlaganfall), wurde mancherseits angenommen, er sei diesen Schritt nur deshalb gegangen, um der jungen Frau die beachtliche Witwenrente zu sichern. Belegt ist diese Absicht freilich nicht. Vermutet wird, dass er sie geheiratet hat, damit sie den Dienst bei der Polizei quittieren konnte, da sie nicht mehr im nationalsozialistischen Polizeiapparat arbeiten wollte. Ernst Gennat lebte bis zu seinem Tod in der Charlottenburger Schloßstraße 35. Seine Frau Elfriede lebte schon vor der Heirat in der Kaiserallee 215 unter ihrem Mädchennamen und später unter dem Namen ihres Manns.
Rund 2000 Berliner Polizeibeamte folgten dem Sarg Gennats bei der Beisetzung auf dem Südwestkirchhof Stahnsdorf.

## Medienpräsenz und Nachwirkung in Film und Literatur
Obwohl Gennat schon zur Kaiserzeit eine Unzahl von Verbrechen – nicht nur Tötungsdelikte – aufgeklärt hatte, war er erst in den (Anfangs-)Jahren der Weimarer Republik auf dem Höhepunkt seiner Popularität angelangt und avancierte zu einer Art Medienstar. Der berühmte Mordsachverständige wurde ein Stück Berlin. Über Mordfälle, in denen Gennat ermittelte, berichteten die Tageszeitungen besonders ausführlich. Zeigte er sich auf einer Veranstaltung der Berliner Hautevolee, so wurde sein Name in den Gesellschaftsspalten der Boulevard-Presse in einem Atemzug mit der „Prominenz“ genannt. Die Berliner Kriminalpolizei bekam auch oft prominenten Besuch, der sich besonders für die Mordinspektion interessierte. So zählten Anfang der 1930er Jahre unter anderem Heinrich Mann, Charles Chaplin und Edgar Wallace zu ihren Besuchern.
Gennat schrieb am 8. November 1938 um 20 Uhr nicht nur Kriminal-, sondern auch Fernsehgeschichte: Nach dem Mord an einem Taxifahrer wurde die erste Fernsehfahndung mit Kriminalkommissar Theo Saevecke im Fernsehsender Paul Nipkow ausgestrahlt.

„Heute um acht Uhr abend wird das Fernsehen zum ersten Male verwendet werden, um einen Mord aufklären zu helfen. Alle Berliner Schneider und Kleiderhändler sind von der Polizei aufgefordert worden, sich in den Fernsehvorführungsräumen einzufinden, um den Mantel, der in der Nähe eines ermordeten Taxichauffeurs gefunden worden ist, zu identifizieren.“

Obwohl es zu diesem Zeitpunkt in Berlin erst 28 öffentliche Fernsehstuben gab, führten die zahlreichen eingehenden Hinweise zur Ergreifung des Täters.
Gennat stand Pate für den „Urahnen“ der deutschen Fernsehkommissare, „Kriminalkommissar Karl Lohmann“: schwergewichtig, jovial, patriarchalisch-autoritär. Seine ersten Auftritte hatte dieser in den Fritz-Lang-Filmen M (1931) und Das Testament des Dr. Mabuse (1933). Beide Male wurde er von Otto Wernicke verkörpert. Der Schriftsteller Hans G. Bentz gestaltete in einer erfolgreichen Buchreihe den Kriminalinspektor Türk nach Gennats Vorbild. Auch der Fernsehfilm Mordkommission Berlin 1 aus dem Jahre 2015 orientiert sich mit seiner Hauptfigur Paul Lang lose an Ernst Gennat. Im Spielfilm Fritz Lang – Der andere in uns von Gordian Maugg (2016) wird Gennat von Thomas Thieme verkörpert. Ernst Gennat und die von ihm geleitete Inspektion A spielen auch eine tragende Rolle in den historischen Kriminalromanen von Volker Kutscher um den fiktiven Kommissar Gereon Rath, der zunächst für die Sittenpolizei arbeitet, um dann zur Mordinspektion zu wechseln. In der auf den Romanen basierenden Krimiserie Babylon Berlin wird Gennat von Udo Samel dargestellt. Außerdem wird Ernst Gennat auch in den Kriminalromanen von Philip Kerr um den ehemaligen Kriminaloberkommissar Bernhard Gunther erwähnt.
2022 ließ Horst Evers Gennat in seiner Kriminalgeschichtensammlung „Bumm! – Kriminalgeschichten“ auftreten.
In der seit 2007 erscheinenden Krimi-Buch-Reihe Es geschah in Berlin um den Berliner Kommissar Herrmann Kappe von Horst Bosetzky, Jan Eik, Klaus Vater und weiteren Autoren finden Ernst Gennat und seine Ideen und Errungenschaften bis zu seinem Tod auch immer wieder Erwähnung.

## Werke
- Ernst Gennat: Die Düsseldorfer Sexualmorde. In: Kriminalistische Monatshefte 1930, ZDB-ID 206467-4, S. 2–7, 27–32, 49–54, 79–82.
- Ernst Gennat: Der Kürtenprozeß. In: Kriminalistische Monatshefte 1931, ZDB-ID 206467-4, S. 108–111, 130–133.

### Fachliteratur
- Karl Berg: Der Sadist. Der Fall Peter Kürten. Belleville, München 2004, ISBN 3-923646-12-7 (Gerichtsärztliches und Kriminalpsychologisches zu den Taten des Düsseldorfer Mörders Peter Kürten, erstmals veröffentlicht 1931).
- Sace Elder: Murder Scenes. Normality, Deviance, and Criminal Violence in Weimar Berlin. The University of Michigan Press, 2010, ISBN 978-0-472-11724-6.
- Hsi-Huey Liang: Die Berliner Polizei in der Weimarer Republik. De Gruyter, Berlin, New York 1977, ISBN 978-3-11-006520-6.
- Dietrich Nummert: Buddha oder der volle Ernst. Der Kriminalist Ernst Gennat (1880–1939). In: Berlinische Monatsschrift Heft 10/2000, S. 64–70.

### Sachbücher
- Franz von Schmidt: Vorgeführt erscheint. Erlebte Kriminalistik. Stuttgarter Hausbücherei, Stuttgart 1955.
- Franz von Schmidt: Mord im Zwielicht. Erlebte Kriminalgeschichte. Verlag Deutsche Volksbücher, Stuttgart 1961.
- Regina Stürickow: Der Kommissar vom Alexanderplatz. Aufbau Taschenbuch-Verlag, Berlin 2000, ISBN 3-7466-1383-3 (Biografie).
- Regina Stürickow: Mörderische Metropole Berlin. Kriminalfälle 1914–1933. Militzke, Leipzig 2004, ISBN 3-86189-708-3.
- Regina Stürickow: Mörderische Metropole Berlin. Kriminalfälle im Dritten Reich. Militzke, Leipzig 2005, ISBN 3-86189-741-5.
- Regina Stürickow: Verbrechen in Berlin. 32 historische Kriminalfälle. 2. Auflage. Elsengold Verlag, Berlin 2015, ISBN 978-3-944594-18-7.
- Regina Stürickow: Kommissar Gennat ermittelt. Die Erfindung der Mordkommission. 2. Auflage. Elsengold Verlag, Berlin 2016, ISBN 978-3-944594-56-9.

### Romane
- Hans G. Bentz, Kriminaldirektor Türk[13]
  - Schneller als der Tod
  - Kriminaldirektor Türks schwerster Fall
  - Der Dicke und die Mafia
  - Das Fremde Gesicht
- Philip Kerr: Das letzte Experiment. Rowohlt Verlag, Reinbek bei Hamburg 2009, ISBN 978-3-8052-0869-7 (Historischer Kriminalroman).
- Martin Keune: Black Bottom be.bra verlag, Berlin 2013, ISBN 978-3-89809-528-0 (Historischer Kriminalroman).
- Martin Keune: Die Blender be.bra verlag, Berlin 2014, ISBN 978-3-89809-533-4 (Historischer Kriminalroman).
- Volker Kutscher: Der nasse Fisch. Gereon Raths erster Fall. Verlag Kiepenheuer & Witsch, Köln 2008, ISBN 3-462-04022-7 (Historischer Kriminalroman).
- Volker Kutscher: Der stumme Tod. Gereon Raths zweiter Fall. Verlag Kiepenheuer & Witsch, Köln 2009, ISBN 3-462-04074-X (Historischer Kriminalroman).
- Volker Kutscher: Goldstein. Gereon Raths dritter Fall. Kiepenheuer & Witsch, Köln 2010, ISBN 978-3-462-04238-2.
- Volker Kutscher: Die Akte Vaterland. Gereon Raths vierter Fall. Kiepenheuer & Witsch, Köln 2012, ISBN 978-3-462-04466-9.
- Volker Kutscher: Märzgefallene. Gereon Raths fünfter Fall. Kiepenheuer & Witsch, Köln 2014, ISBN 978-3-462-04707-3.
- Volker Kutscher: Lunapark. Gereon Raths sechster Fall. Kiepenheuer & Witsch, Köln 2016, ISBN 978-3-462-04923-7.
- Volker Kutscher: Marlow. Der siebte Rath-Roman, Piper, München 2018, ISBN 978-3-492-05594-9.
- Regina Stürickow: Habgier. Berlin-Krimi-Verlag, Berlin-Brandenburg 2003, ISBN 3-89809-025-6 (Historischer Kriminalroman, basierend auf dem authentischen Mordfall Martha Franzke von 1916. Band 1 der Kommissar Gennat-Reihe).
- Regina Stürickow: Kommissar Gennat und der BVG-Lohnraub. Elsengold Verlag, Berlin 2020, ISBN 978-3-96201-050-8 (Historischer Kriminalroman. Band 1 der Kommissar Gennat-Reihe).
- Regina Stürickow: Kommissar Gennat und die Tote im Reisekorb. Elsengold Verlag, Berlin 2021, ISBN 978-3-96201-064-5 (Historischer Kriminalroman. Band 2 der Kommissar Gennat-Reihe).
- Regina Stürickow: Kommissar Gennat und das Attentat auf den Orient-Express. Elsengold Verlag, Berlin 2021, ISBN 978-3-96201-070-6 (Historischer Kriminalroman. Band 3 der Kommissar Gennat-Reihe).
- Regina Stürickow: Kommissar Gennat und der grüne Skorpion. Elsengold Verlag, Berlin 2022, ISBN 978-3-96201-111-6 (Historischer Kriminalroman. Band 4 der Kommissar Gennat-Reihe).
- Susanne Goga: Die Tote von Charlottenburg. dtv, München 2012, ISBN 978-3-423-21381-3 (Historischer Kriminalroman).
- Friedrich Karl Kaul: Mord im Grunewald (Ost-)Berlin 1957 (Roman zum Rathenau-Mord)
- Ralf Thiesen: Die Toten von Königsberg, Goldmann Verlag, München 2023, ISBN 978-3-442-49256-5 (Historischer Kriminalroman. Band 1 der Aaron-Singer-Reihe)

### Fernsehdokumentation
- Tatort Berlin: Ernst Gennat – Der Mordinspektor vom Alex. Dokumentarfilm von Gabi Schlag und Benno Wenz. rbb 2011.[15]
- Der erste Bulle – Wie Ernst Gennat die moderne Polizeiarbeit erfand. Dokumentarfilm. Sat.1 2015[16]
- XY history: Der erste Mordkommisar – Ernst Gennat, Dokumentarfilm von Sven Voss, ZDF 2024[17]